# For Those Who Think Young
For Those Who Think Young är en amerikansk beach party-film från år 1964 som regisserades av Leslie H. Martinson.

## Handling
Gardner Pruitt III, kallad Ding av sina vänner, är en rik tonåring som gillar att festa. Ding är förälskad i Sandy Palmer, och han försöker få henne att bli intresserad av honom så att de kan bli ihop. Samtidigt försöker Dings inflytelserika farfar, B.S. Cronin, att stoppa Dings försök att bli ihop med henne genom att stänga stället där stadens tonåringar brukar hålla till.
Men Cronin har en mörk hemlighet, och när ungdomarna upptäcker detta så försöker de utpressa honom så att han håller klubben öppen...

## Rollista i urval
- James Darren - Gardner "Ding" Pruitt III
- Pamela Tiffin - Sandy Palmer
- Tina Louise - Topaz McQueen
- Bob Denver - Kelp
- Robert Middleton - B.S. Cronin
- Nancy Sinatra - Karen Cross
- Ellen Burstyn - Dr. Pauline Swenson
- Woody Woodbury - Uncle Woody Woodbury